# مرکلین (ناحیه کارلووی واری)
مرکلین (به چکی: Merklín) یک منطقهٔ مسکونی در جمهوری چک است که در ناحیه کارلووی واری واقع شده‌است. مرکلین ۲۳٫۴۱ کیلومتر مربع مساحت و ۱٬۱۰۰ نفر جمعیت دارد و ۵۱۳ متر بالاتر از سطح دریا واقع شده‌است.